# Tane Norton
Pour les articles homonymes, voir Norton.
Pas d'image ? Cliquez ici

a Compétitions nationales et continentales officielles uniquement.

b Matchs officiels uniquement.
Tane Norton, né le 30 mars 1942 à Waikari et mort le 4 août 2023 à Christchurch, est un joueur international néo-zélandais de rugby à XV évoluant au poste de talonneur. 

## Biographie
Il a disputé son premier test match avec l'équipe de Nouvelle-Zélande le 26 juin 1971, à l’occasion d'un match contre les Lions britanniques. Il disputa son dernier test match contre cette même équipe le 13 août 1977. 
Norton a disputé aussi un match avec le XV mondial contre l'Afrique du Sud en 1977.
Il meurt le 4 août 2023 à Christchurch.

## Statistiques
- Nombre de matchs pour la province de Canterbury : 82
- Nombre de test matchs avec les All Blacks : 27 (4 comme capitaine)
- Nombre total de matchs avec les All Blacks : 61 (9 comme capitaine)
- Test matchs par année : 4 en 1971, 5 en 1972, 4 en 1973, 4 en 1974, 1 en 1975, 5 en 1976, 4 en 1977